# Bất động sản Weissenhof
Bất động sản Weissenhof (Đức:Weißenhofsiedlung) là một khu nhà ở được xây dựng cho triển lãm Hiệp hội Công trình Đức tại Stuttgart vào năm 1927. Nó mang tầm cỡ quốc tế những gì sau này được gọi là Kiến trúc theo Phong cách Quốc tế hay kiến trúc Hiện đại. Hai trong số các tòa nhà được thiết kế bởi kiến trúc sư người Pháp gốc Thụy Sĩ Le Corbusier hiện tại là một phần của Di sản thế giới Công trình kiến trúc của Le Corbusier, một đóng góp nổi bật cho kiến trúc Hiện đại được công nhận vào năm 2016. Di sản thế giới đó bao gồm 17 địa danh nằm tại 7 quốc gia trên ba châu lục.

## Lịch sử và mô tả
Bất động sản này được xây dựng cho triển lãm Hiệp hội Công trình Đức tại Stuttgart bao gồm 21 tòa nhà trong đó có 60 nhà ở được thiết kế bởi 17 kiến trúc sư khắp châu Âu. Người phụ trách dự án này là kiến trúc sư người Đức Ludwig Mies van der Rohe thay mặt cho chính quyền thành phố và chính ông là người đã chọn lựa các kiến trúc sư, lập ngân sách và điều phối các hạng mục thi công, chuẩn bị địa điểm và giám sát xây dựng. Le Corbusier đã được trao thiết kế hai tòa nhà có vị trí đắc địa, đối mặt với thành phố và cho đến nay là hai tòa nhà có nguồn vốn ngân sách lớn nhất.
Các tòa nhà có chút khác nhau về hình thức bao gồm các ngôi nhà bậc thang, biệt thự và các tòa nhà căn hộ, biểu thị một sự nhất quán mạnh mẽ của thiết kế. Điểm chung của chúng là mặt tiền đơn giản hóa, mái bằng được sử dụng làm sân thượng, dãy cửa sổ, bên trong thiết kế mở, và cấu trúc đúc sẵn ở mức độ cao cho phép lắp dựng chỉ trong năm tháng. Tất cả đều có màu trắng trừ lối vào của hai tòa nhà. Lối đi vào Bruno Taut là nhỏ nhất và sử dụng nhiều màu sắc sơn khác nhau.
Được quảng bá là nguyên mẫu nhà ở cho các công nhân trong tương lai nhưng trên thực tế, mỗi ngôi nhà này đều được tùy chỉnh và trang bị với ngân sách vượt xa tầm tay của một công nhân bình thường và ít liên quan đến việc xây dựng nhà ở tiêu chuẩn hàng loạt. Triển lãm mở cửa cho công chúng vào ngày 23 tháng 7 năm 1927, trễ một năm và thu hút rất đông người tham dự.

## Danh sách các tòa nhà
Có tổng cộng 21 tòa nhà ban đầu, 11 tồn tại từ năm 2006. Thiệt hại do ném bom trong Chiến tranh thế giới lần thứ hai khiến các ngôi nhà của Gropius, Hilberseimer, Bruno Taut, Poelzig, Max Taut (nhà 24) và Döcker phá hủy hoàn toàn. Một ngôi nhà khác của Max Taut (23) đã bị phá hủy vào những năm 1950, cũng như của Rading.
- 1-4: Ludwig Mies van der Rohe
- 5-9: J.J.P. Oud
- 10: Victor Bourgeois
- 11 và 12: Adolf Gustav Schneck
- 13-15: Le Corbusier và Pierre Jeanneret
- 16 àv 17: Walter Gropius
- 18: Ludwig Hilberseimer
- 19: Bruno Taut
- 20: Hans Poelzig
- 21 và 22: Richard Döcker
- 23 và 24: Max Taut
- 25: Adolf Rading
- 26 và 27: Josef Frank
- 28-30: Mart Stam
- 31 và 32: Peter Behrens
- 33: Hans Scharoun